# Syahrul Yasin Limpo
Syahrul Yasin Limpo là chính trị gia người Indonesia, hiện giữ chức Bộ trưởng Bộ Nông nghiệp trong Nội các của Joko Widodo kể từ ngày 23 tháng 10 năm 2019. Ông là thống đốc Nam Sulawesi từ năm 2008 đến năm 2018.
Năm 2017, Limpo giám sát một dự án gây tranh cãi trong tỉnh nhằm tạo ra 5 hòn đảo nhân tạo nhằm tăng không gian công cộng tại Makassar. Sự phản đối đến từ các tổ chức môi trường đã đệ đơn kiện và ngư dân địa phương cố gắng ngăn cản việc xây dựng, cho rằng dự án sẽ làm cạn kiệt nguồn cá. Ông chuyển từ đảng Golkar sang Nasdem vào tháng 3 năm 2018.